# Louis Dauvergne (architecte)
Pour les articles homonymes, voir Dauvergne.
Louis Dauvergne, né le 20 juillet 1854 à Châteauroux et mort en 1937 à Saint-Marcel dans l'Indre, est un juriste et un architecte français du XIXe siècle et du XXe siècle.

## Biographie
Fils d'Alfred Dauvergne, frère cadet d'Henry Dauvergne, tous les deux architectes départementaux de l'Indre, Louis Dauvergne est né en 1854 à Châteauroux. En 1877, c'est-à-dire exactement trente ans après son père, il entre à l'École des beaux-arts de Paris où il étudie l’architecture dans l'atelier d’Émile Vaudremer. Il mène, en parallèle, des études de droit. 
Louis Dauvergne exerce l'essentiel de sa vie professionnelle à Paris et en région parisienne, réalisant châteaux, villas, hôtels particuliers, immeubles de rapport... Il participe à l’Exposition universelle de Paris de 1889, pour laquelle il conçoit le pavillon du Brésil. À Paris, sa réalisation principale reste le groupe d’immeubles construits entre 1898 et 1899, rue de l'Alboni dans le 16e arrondissement.
Membre de la Société centrale des architectes français de 1888 à 1903, il est « architecte-expert près le Conseil de la Préfecture de la Seine » ainsi qu'auprès de la chambre de commerce (1889).
Louis Dauvergne est mort en 1937.

## Réalisations

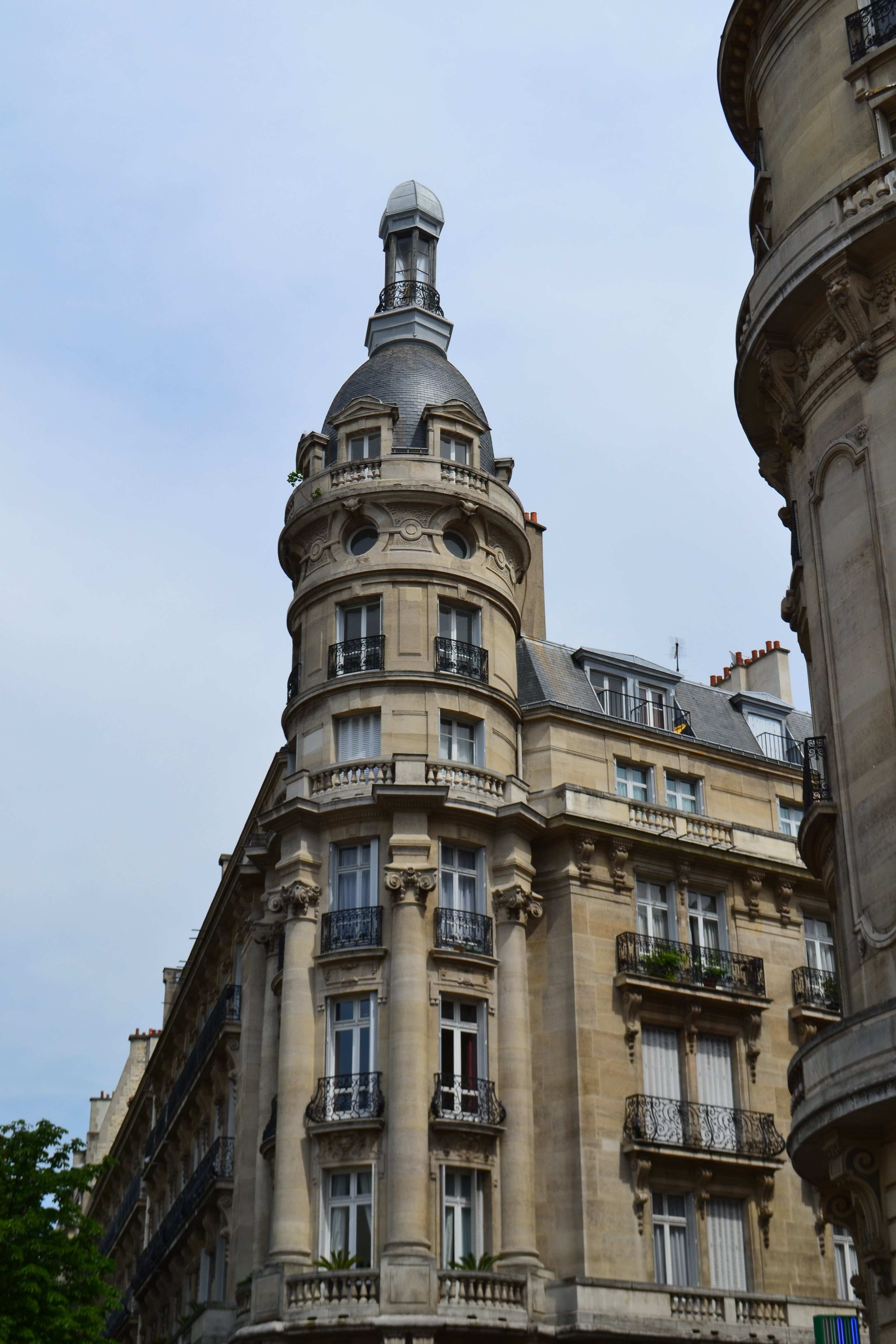
Immeuble du 10 de la rue de l'Alboni, Paris 16e.

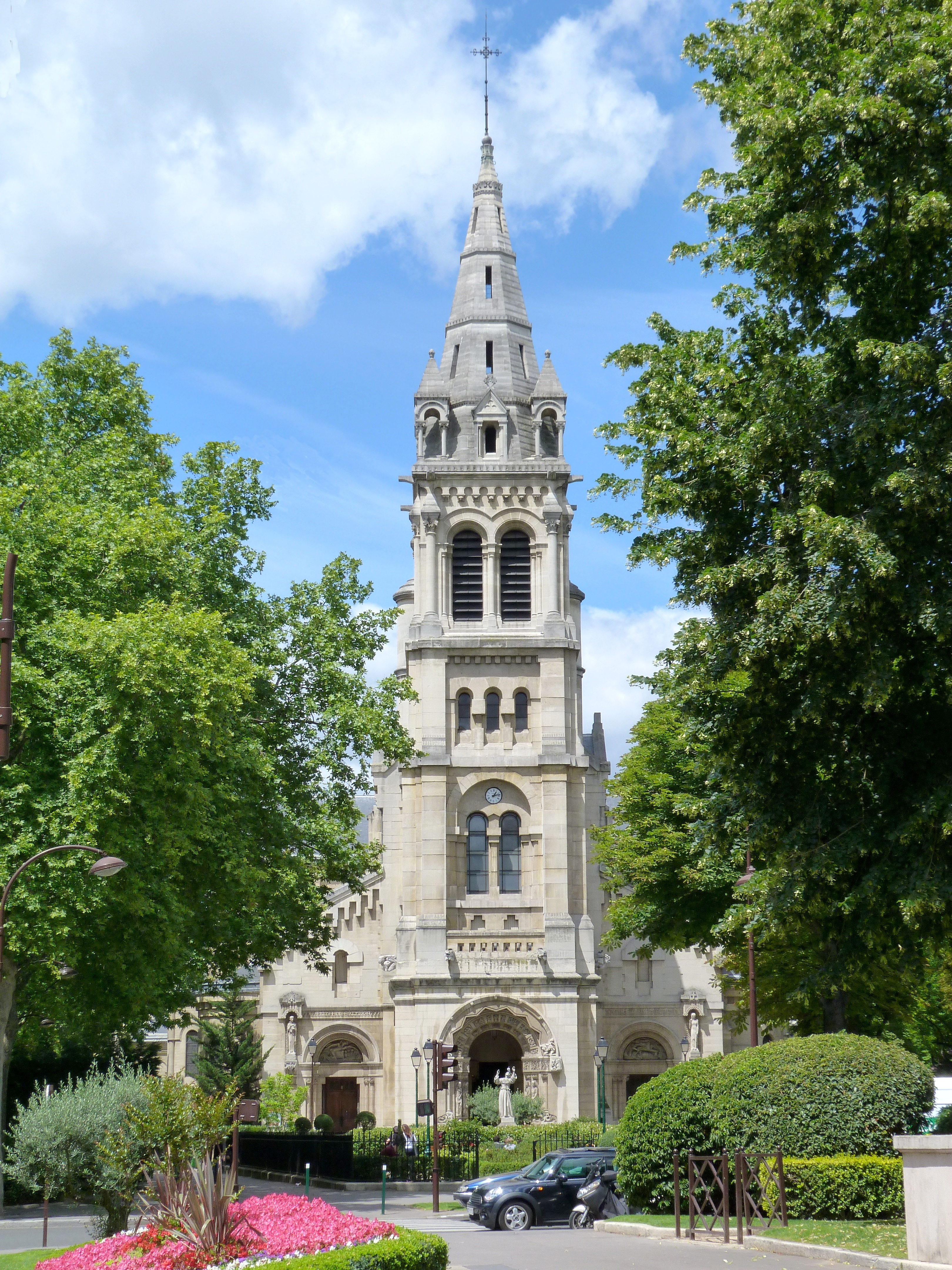
Église Saint-Pierre (Neuilly-sur-Seine).

- Église Saint-Pierre (Neuilly-sur-Seine). L'architecte Alfred Dauvergne, élabore un projet de style « roman-auvergnat », adopté en 1883. Les travaux débutent en 1887 et sont menés à terme sous la supervision de Louis Dauvergne, fils d’Alfred, décédé entre-temps. Les travaux sont achevés en 1896.
- 1887-1890 : Mairie de Maisons-Laffitte. Mairie mise au concours public d'architecture en 1887, construite par l'entrepreneur H. Buot. Elle est agrandie en 1937 par l'architecte communal Lair[8].
- 1888-1889 : construction du Pavillon du Brésil à l'Exposition universelle de Paris de 1889[7]. « Le pavillon  a été construit dans un style néo-portugais nautique, avec des sculptures sur le côté représentant les rivières du Brésil. L'intérieur illustre les immenses ressources agricoles, y compris des fèves de cacao, des gousses de vanille et de la canne à sucre. Le pavillon était entouré d'un jardin de fleurs exquises, de bananiers et de palmiers, et d'orchidées[9]. »
- 1891 : construction du palais Potocki, Lviv.
- 1896-1899 : Le duc Charles Jérôme Pozzo di Borgo (1791-1879) acquiert le domaine de Dangu (Eure) qui comprend des parties fortifiées anciennes et un édifice médiéval dit ancien château. De 1896 à 1899, le comte Charles Jean Félix Pozzo di Borgo (1858-1902) fait transférer son château de Montretout sur ce domaine. Louis Dauvergne remonte et modifie la construction d'origine, désormais appelée nouveau château, rehaussant le comble et ajoutant un étage aux ailes[10].
- 1899-1900 : Rue de l'Alboni, Paris. Huit immeubles de cette rue du 16e arrondissement, qui n'en compte que neuf, sont l’œuvre de l'architecte. Trois  sont signés et datés de 1899 : il s'agit du no 6, du no 7 et du no 10, les deux derniers se faisant face à l’entrée de la rue et à l’angle de la place de Costa-Rica. Le no 10 illustre bien le retour du monumental dans la conception des immeubles parisiens à la suite des Expositions universelles de 1889 et 1900 [11]. Il présente notamment une tour d’angle d’une hauteur exceptionnelle pour l’époque, soutenue par une colonnade et rehaussée par une lanterne, attribut perdu par les autres immeubles de la rue
- 1900 : Construction du tombeau d'Henri Meilhac, né le 23 février 1830 à Paris où il est mort le 6 juillet 1897. Le monument funéraire est orné d’une Douleur en pierre d’Albert Bartholomé[12].

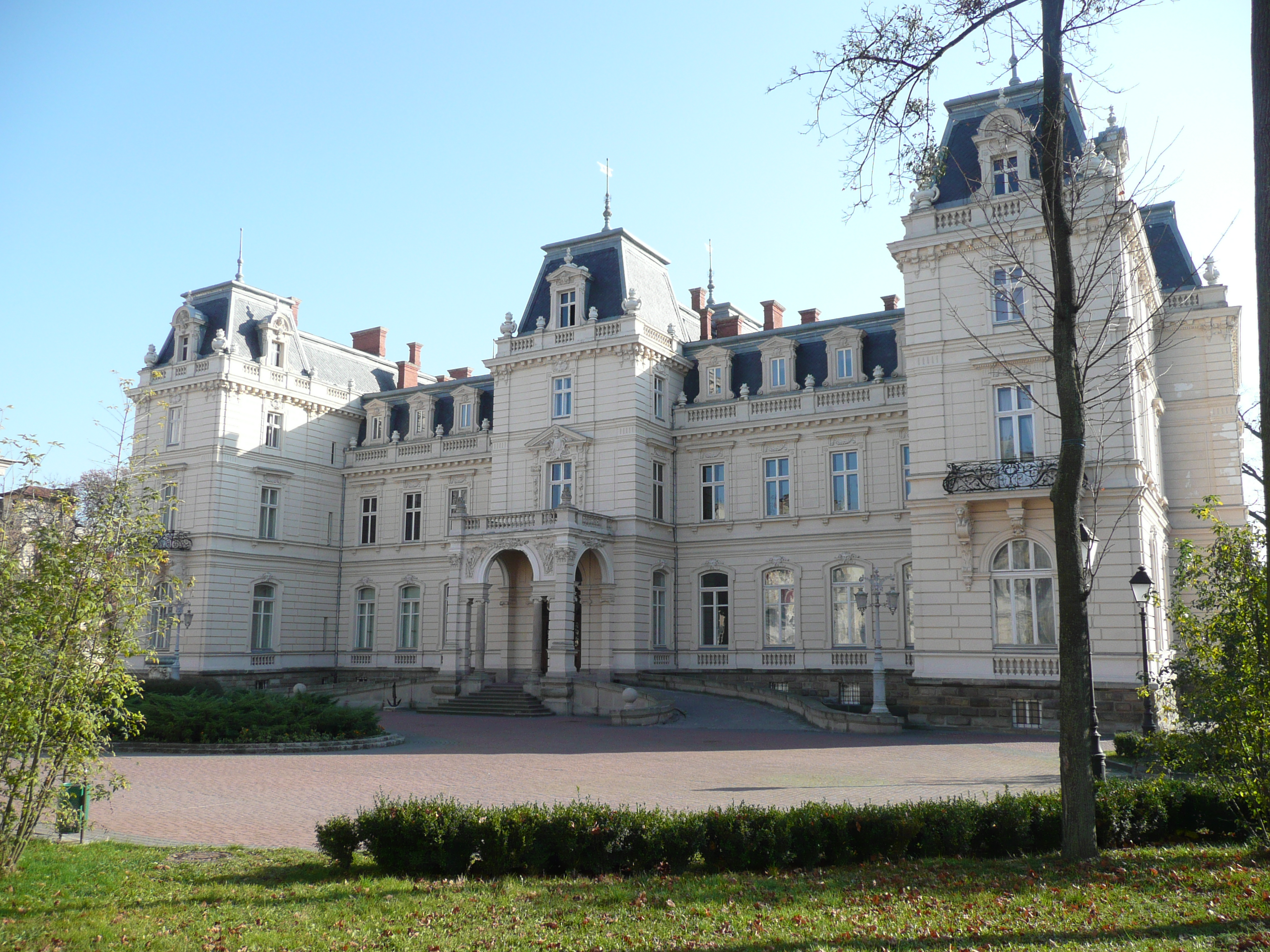
Palais Potocki, à Lviv.